# 布吕尼昂斯
布吕尼昂斯（法語：Brugnens，法語發音：[bʁyɲɛ̃s]）是法国热尔省的一个市镇，位于该省东部偏北，属于孔东区，也是热尔洛马涅市镇公共社区的一部分。该市镇总面积13.45平方公里，2015年时的人口为258人。

## 交通
热尔省省道D251线和D654线在布吕尼恩镇中心交汇。

## 人口
布吕尼昂斯人口变化图示